# Kabupaten de Enrekang

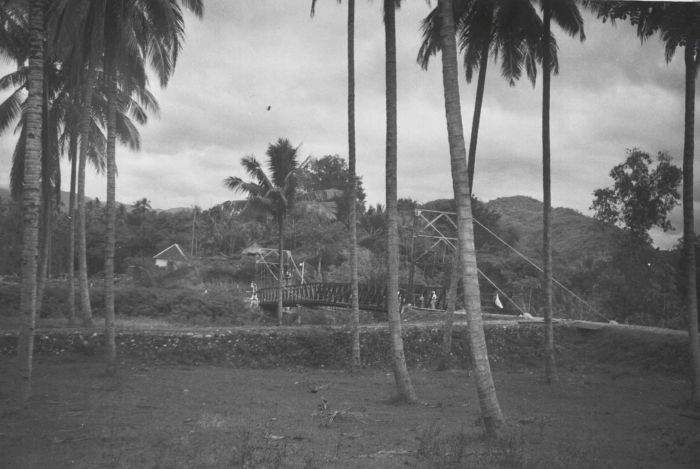
Le pont suspendu d'Enrekang pendant les Indes néerlandaises

Le kabupaten de Enrekang, en indonésien Kabupaten Enrekang, est un kabupaten de la province indonésienne de Sulawesi du Sud dans l'île de Célèbes. Son chef-lieu est Enrekang.

## Géographie
Le kabupaten est bordé :
- Au nord par celui de Tana Toraja,
- Au est, par celui de Luwu,
- Au sud, par celui de Sidenreng Rappang,
- À l'ouest, par celui de Pinrang.